# Zoubir Rahal
 (novembre 2015).
- Si vous ne connaissez pas le sujet, laissez ce bandeau (vous pouvez alors contacter les auteurs).
- Si vous supprimez le contenu mis en cause (vous pouvez préalablement contacter les auteurs),

argumentez précisément cette suppression dans la page de discussion
(un manque de référence n'est pas un argument ; une recherche réelle de référence doit avoir été effectuée, être formellement documentée).
 (octobre 2010).
Si vous disposez d'ouvrages ou d'articles de référence ou si vous connaissez des sites web de qualité traitant du thème abordé ici, merci de compléter l'article en donnant les références utiles à sa vérifiabilité et en les liant à la section « Notes et références ».
Pour les articles homonymes, voir Rahal.
Zoubir Rahal est un violoniste, chanteur et compositeur algérien né le 28 mai 1948 à Oran. Il a dirigé l'orchestre régional de la ville d'Oran[réf. nécessaire].

## Sources
- Journal La voix de l'Oranie, jeudi 29 mai 2003